# Magyar népdal

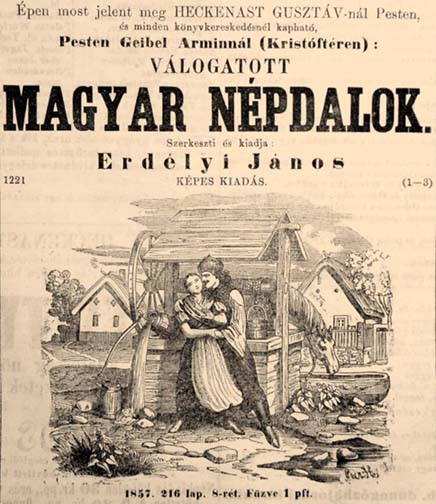
Erdélyi János: Válogatott magyar népdalok (1857) Erdélyi a sok-sok összegyűjtött dallamból – technikai okok miatt – csupán tizenkettőt közölt kiadványban, a kották később szinte majdnem kivétel nélkül elkallódtak

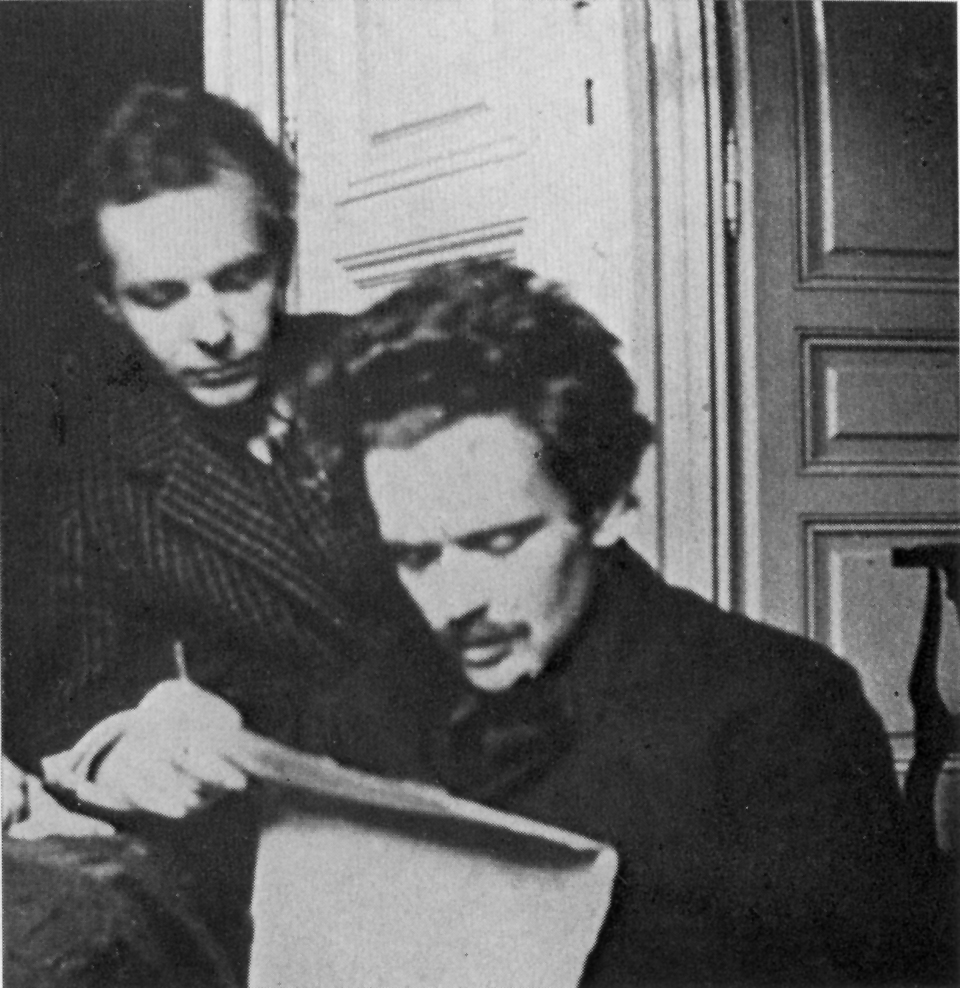
Bartók Béla és Kodály Zoltán, a Zeneakadémia két ifjú tanára, Kodály A magyarság néprajza című művének megírása elképzelhetetlen lett volna Bartók Béla népzenekutatói munkásságának eredményei nélkül

A  magyar népdal a magyar népzene legősibb formája. Népi és emberi érzelmeket, gondolatokat testesít meg, fejez ki. Szerzőiket nem ismerjük, a legtöbbjük nemzedékről nemzedékre szállva, szájhagyomány útján keresztül maradt ránk. Népdalnak tekintjük azokat a dalokat is, melyeket eredetileg ismert szerző írt, de a nép „befogadta”: szöveg- és dallamváltozatokat formált belőle.

## A magyar népdal kutatása
A 18. század közepéig senki sem foglalkozott a magyar népdalok gyűjtésével, mivel éneklésük mindennapos és természetes volt. A népdalok és a szövegek feljegyzése már a 19. században elkezdődött.  Erdélyi Jánosnak köszönhetően a népköltészet felfedezésével megindult a népköltészeti alkotások gyűjtése, ami ösztönzést adott a népművészet tudományos feltárásához. 1846-ban jelent meg Erdélyi János Népdalok és Mondák I. kötete, majd ezt követően 1847-ben a II., és 1848-ban a III. kötet. A tudományos népdalgyűjtéssel a 20. század elejétől foglalkoznak népdalgyűjtőink. Népdalaink eredetének kinyomozása elsősorban Kodály Zoltán és Bartók Béla – 20. századi zenetudósaink, zeneszerzőink – nevéhez fűződik.
A magyar népdal az egész magyar lélek tükre, a magyar nyelvvel egyidős; a magyarság történelme során kialakult és az évszázados - évezredes - használatban csiszolódott népzenei hagyomány anyanyelvünkhöz hasonló érték. Benne mindannyian magunkra ismerhetünk, belőle mások is megismerhetnek bennünket
Népdalaink a népi kultúra virágai. Zengő ajkakon élő remekművek, melyek a tudatlanok kincsének és a tanultak élő csodájának tekinthetők. A népdalok világa évezredes fejlődésben kiérlelt, leszűrődött művészet, amely kis arányaiban olyan tökéletes, akárcsak egy nagyszabású mestermű. Szabályok és rend nélkül virulnak, virágos rétté nyílnak, mérhetetlen harmóniájú teljességgé.
Stílusuk szerint a magyar népdalok két csoportra oszthatók: régi és új stílusú népdalokra. A régi stílusú népdalok nagy része több száz éves, gyökereik a honfoglalás előtti időkre nyúlnak vissza. Az új stílusú népdalok keletkezése a 19. századra tehető.

## Dallamok
A magyar népdal szép. Szép nekünk, magyaroknak. Szép másoknak is, vagy azért, mert kuriózum, az övéktől eltérő, vagy, mert olyan zenei jegyeket hordoz, melyeket valahonnan már ismernek. Alapvetően azonban nekünk szól. A mi belső húrjainkat pendíti meg. De nem biztos, hogy ösztönösen. Kevés az olyan ember, aki erre önmagától ráébred. Általában kell egy összekötő, egy rávilágító, egy megmutató mester, egy „guru”. Lehet ez barát vagy szülő, egy táncház vezető vagy muzsikus. De lehet egy zenetanár is, aki megértetheti tanítványival, hogy aki „meghallja” és „megérti” a népdal üzenetét, egész életére fel lesz vértezve a percértékű divatirányzatok ellen és olyan fogódzót, olyan biztos gyökeret, talajt épít ki magának, melyhez élete folyamán bármikor visszatérhet, amelybe bármikor belekapaszkodhat, és amelytől fontos kérdéseire bármikor választ kaphat.
Legértékesebb zenei kincseink a régi dallamok, amelyek a magyar népzene ősrétegébe tartoznak. A régi stílusú ősréteg meghatározó részét az ötfokú, pentaton hangsorra épülő népdalok képezik. Régi stílusú például a Tavaszi szél vizet áraszt, Felszállott a páva és a Megrakják a tüzet című magyar népdal.
A Felszállott a páva a legrégebbiek közül való pávatípusú dalunk. E nagyon régi népdalok közé sorolhatók a siratóénekek, regös dallamok és gyermekjátékdalok is. Az ősi magyar siratók 2–3000 éves archaikus formák, amelyek a magyarság ázsiai őshazájából származnak. A legismertebb a Kiszáradt a tóbul és a Katona vagyok én kezdetű dallam.
Új stílusú népdalok például az A csitári hegyek alatt, Csillagok, csillagok címűek. A régi- és új stílusú magyar népdalok egymásnak szerves folytatásai.

## A magyar népdal stílusjegyei
| Stílus        | Darab |
| ------------- | ----- |
| új            | 60    |
| régi          | 100   |
| vegyes        | 58    |
| nincs megadva | 44    |
| Összesen      | 262   |

- Egyszólamúság
- Négysorosság
- Jellegzetes ritmusképletek, amelyek a szöveg hangsúlyozásához alkalmazkodnak

A népdalokat Bartók Béla három stílusra osztotta:
- régi (A)
- új (B)
- vegyes (a környező népek és műdalok hatása) (C).

Az új stílusú népdal jellegzetes jegyeivel könnyen megkülönböztethető a másik kettőtől, a régi és vegyes stílus  elkülönítése viszont korántsem ilyen egyszerű. Bartók maga is többször megváltoztatta a régi stílusú dal definícióját, és saját népdalgyűjteményét át is rendezte az új meghatározásnak megfelelően. Végül 1978-ban a népzenei típusrend kialakításakor a kutatók úgy döntöttek, hogy nem választják külön a kettőt. A Bartók-féle régi és vegyes stílusból lett a típusrend 1. főcsoportja, az új stílusúakból a 2. főcsoport.

### A régi stílusú népdalok jellemzői, ismertető jegyei
- Sorszerkezet: kvintváltás lefelé, azaz a népdal első két sora egy kvinttel (öt hanggal) mélyebben megismétlődik, vagy variálva megjelenik
- Dallamvonal: ereszkedő, a lefelé kvintváltásból adódóan: a dallam első sora helyezkedik el a legmagasabban, az utolsó a legmélyebben, kiváltképpen a sorzáró hangok mutatják az ereszkedést
- Előadásmód: parlando (=beszélve, azaz a szöveg lejtésének megfelelően, nem egyenlő „elbeszélve”), rubato (szabadon) vagy tempo giusto (a leírt ritmushoz kötötten); nagyjából 50–50% a parlando-rubato és a giusto népdalok aránya
- Hangkészlet: pentatónia (öt hangból álló (l,-d-r-m-s) hangsor, amelyben nincs félhang távolság, leggyakrabban lá-pentaton hangsor), valamint szabályos hétfokúság (gyakori a modális hangsorok használata)
- Szótagszám: gyakran kicsi

### Az új stílusú népdalok jellemzői, ismertető jegyei
A magyar népdal új stílusú, ha sorszerkezete (szakszóval architektonikus szerkezete) AABA, AA5BA, AA5A5A vagy ABBA. Az A sorok vége ill. a B sorok eleje kismértékben különbözhet. A kifejlett új stílusra ezen felül jellemző az alkalmazkodó ritmus, vagyis a negyedek átalakulása éles vagy nyújtott ritmussá a szöveg szótaghosszától függően. (A szótag rövid, ha magánhangzóra végződik, vagy a szó végén egy mássalhangzóra, és a következő szó magánhangzóval kezdődik.) Ebből következnek az új stílus jellemzői:
- Sorszerkezet: visszatérő (azonos első és utolsó sor), gyakori a kvintváltás felfelé
- Dallamvonal: kupolás a felfelé kvintváltásból is adódóan, vagyis a két középső sor magasabban jár az elsőnél és az utolsónál
- Előadásmód: szinte kizárólag tempo giusto
- Hangkészlet: hat- és hétfokúság (itt is gyakori a modális hangsorok használata), elvétve lehet pentaton is
- Szótagszám: nagyobb szótagszámúak, mint a régi stílusú népdalok
- Gyakori ritmuszárlatok a sorok végén: éles ritmus-negyed-negyed szünet, félkotta-negyed-negyed szünet, melyek nem alkalmazkodóak.

## Népdaltárak
E szócikkben népdaltáron több szempont szerint kereshető népdalgyűjteményt értünk. A keresést többféle tárgymutató teszi lehetővé (melyeket röviden csak mutatóknak szokás nevezni), így egy dallam nemcsak a szöveg, hanem a dallam jellemzői alapján is kikereshető.

### A magyar népzene tára
1951 és 2011 között a Magyar Tudományos Akadémia gondozásában kiadott 12 kötetes népdalgyűjtemény, mely a VI. kötettől kezdve tartalmaz mutatókat. Kb. 10 000 Bartók szerinti A és C típusú népdalt tartalmaz.

### Kodály Zoltán: A magyar népzene
Kodály Zoltán 1935-ben írta A magyar népzene című tanulmányát, mely két évvel később a Magyarság Néprajza című, a magyar népi kultúráról szóló tudományos mű IV. kötetében jelent meg. Később a tanulmányt önállóan is kiadták az eredeti címen, amelynek 1952-től tanítványa, Vargyas Lajos szerkesztette a példatárát. A Példatár 495 népdalt tartalmaz, továbbá a Magyar Népzene Tárában használt mutatókat is (Vargyas annak is munkatársa volt). Ezt a példatárral kiegészített munkát mindmáig „Kodály-Vargyas”-ként emlegetik.

### Dobszay László: A magyar dal könyve
A mű eredetileg iskolai énekkönyvnek indult. Munka közben derült ki, hogy a nagyközönségnek is szüksége van egy a magyar dalkultúra egészéről szóló összeállításra. Az utolsó ilyen antológia negyven évvel korábban jelent meg, a magyar népdal kutatásának elején. Bár Dobszay László műve nemcsak 650 népdalt tartalmaz, hanem alkalmazza a magyar népzenénél bevált mutatókat. A könyv az interneten is hozzáférhető.